# Vigilantius fascialis
Vigilantius fascialis är en insektsart som beskrevs av William Lucas Distant 1916. Vigilantius fascialis ingår i släktet Vigilantius och familjen spottstritar. Inga underarter finns listade i Catalogue of Life.